# Јован Трнић
Јован Трнић (Сремска Митровица, 3. децембра 1996) српски је фудбалски голман који тренутно наступа за Будућност из Добановаца.

## Каријера
Трнић је родом из Сремске Митровице, где је и почео да тренира фудбал у локалном Сирмијуму. Касније је био члан Срема, док је омладински стаж окончао у редовима београдског Партизана. Након млађих селекција, Трнић је прослеђен филијали Телеоптику, чији је члан био у сезони 2014/15. у Српској лиги Београда и током исте забележио један наступ. По одласку Милана Лукача из Партизана, Трнић је лета 2015. године прикључен првом тиму тог клуба, код тренера Зорана Милинковића. Трнић је, затим, лиценциран за такмичење у домаћем шампионату и Лиги Ервопе са бројем 26 на дресу, током сезоне 2015/16. Истовремено, Трнић је поново уступљен Телеоптику, по споразуму о двојној регистрацији, до краја сезоне. По доласку Ивана Томића на место шефа стручног штаба, првом тиму Партизана прикључен је Трнићев саиграч и конкурент из Телеоптика, Марко Јовичић, док је споразум о двојној регистрацији Трнића на полусезони раскинут и преиначен у стандардну позајмицу до краја календарске 2016. Трнић је током исте такмичарске године, као бонус играч, забележио 25 наступа у Српској лиги Београда.
Услед споразума о уступању који је био на снази, Трнић је лета 2016. изостао са прозивке првог тима, те је и наредну сезону започео са Телеоптиком. Након истека једногодишње позајмице, Трнић је почетком 2017. фигурирао као 4. голманска опција, иза Филипа Кљајића, Немање Стевановића и Марка Јовичића, те је позајмица продужена до краја сезоне. У међувремену је потписао зрогодишњи професионални уговор са клубом. Трнић је током такмичарске 2016/17. одиграо 27 утакмица у Српској лиги Београда, док је на остала три сусрета бранио Марко Стаилковић. По окончању сезоне и освајања првог места на табели Српске лиге, Телеоптик је изборио пласман у Прву лигу Србије. Трнић је, потом, члан Телеоптика остао и у наредном периоду, прошавши летње припреме 2017. комплетне код тренера Милана Ристића. Трнић је статус првог чувара мреже Телеоптика задржао до 11. кола Прве лиге, када је добио црвени картнон на утакмици против Слободе у Ужицу, после чега га је заменио Александар Поповић. Након припрема које је прошао са првим тимом Партизана, код тренера Мирослава Ђукића, почетком 2018, Трнић се у наставку сезоне вратио у поставу Телеоптика.
Сезону 2018/19. у Првој лиги Србије, Трнић је започео као први избор пред голом Телеоптика. Након утакмице другог кола, када је Телеоптик поражен од Бежаније у спортском центру Земунелу, минималним резултатом, Трнића је на наредне три заменио Александар Поповић. Трнић се, потом, у поставу вратио за утакмицу 6. кола Прве лиге, против ивањичког Јавора. Неколико дана након елиминације Телеоптика из Купа Србије, поразом од новосадске Војводине у шеснаестини финала тог такмичења, Трнић је искључен на утакмици 9. кола Прве лиге, против ТСЦ Бачке Тополе. На следећих 10 утакмица тог такмичења није наступао, док је у међувремену био прикључен тренинзима првог тима код тренера Зорана Мирковића. Трнић се у старни састав Телеоптика вратио за сусрет 20. кола Прве лиге, против Златибора из Чајетине. Лета 2019, након испадања Телеоптика у нижи ранг такмичења, вратио се у матични Партизан.

## Начин игре
То је одлука сјајног човека и тренера Радише Илића, ради посао одлично… Трнић је дете из наше школе, врло талентован голман и лепо ће се развијати уз Живковића и Кљајића.

—Зоран Милинковић, након промоције Трнића, јул 2015.
Трнић је 199 центиметара високи фудбалер, који наступа на позицији голмана. Прошао је млађе категорије београдског Партизана, а првом тиму је прикључен код тренера Зорана Милинковића, средином 2015, на предлог Радише Илића који је тада обављао функцију тренера голмана. Након две сезоне током којих је наступао на позајмици у клупској филијали, Телеоптику, Трнић је са тим клубом изборио пласман у Прву лигу Србије по завршетку такмичарске 2016/17. у Српској лиги Београда. Трнић је током своје прве сезоне у Првој лиги уписао 24 наступа за Телеоптик, од којих је 6 пута остао несавладан, док је његова екипа на тим суретима забележила по осам победа, пораза и нерешених резултата. Током наредне сезоне у истом такмичењу, Трнић је минутажу делио са Александром Поповићем. Током утакмице 7. кола те сезоне, против екипе Металца у Горњем Милановцу, која је директно преношена на Арени спорт, Трнић је забележио неколико успешних интервенција, те је означен као један од најзаслужнијих за бод који је Телеотик освојио на том гостовању. Као једног од голманских узора наводи Марка Андреа тер Штегена.

## Приватно
Јованова старија сестра, Јелена, професионално се бави одбојком и наступа на позицији средњег блокера.

## Статистика

#### Клупска
| Клуб      | Сезона   | Лига                | Лига    | Лига   | Национални куп | Национални куп | Европа  | Европа | Остало  | Остало | Укупно  | Укупно |
| Клуб      | Сезона   | Дивизија            | Наступа | Голова | Наступа        | Голова         | Наступа | Голова | Наступа | Голова | Наступа | Голова |
| --------- | -------- | ------------------- | ------- | ------ | -------------- | -------------- | ------- | ------ | ------- | ------ | ------- | ------ |
| Телеоптик | 2014/15. | Српска лига Београд | 1       | 0      | —              | —              | —       | —      | —       | —      | 1       | 0      |
| Телеоптик | 2015/16. | Српска лига Београд | 25      | 0      | —              | —              | —       | —      | —       | —      | 25      | 0      |
| Телеоптик | 2016/17. | Српска лига Београд | 27      | 0      | —              | —              | —       | —      | —       | —      | 27      | 0      |
| Телеоптик | 2017/18. | Прва лига Србије    | 24      | 0      | —              | —              | —       | —      | —       | —      | 24      | 0      |
| Телеоптик | 2018/19. | Прва лига Србије    | 12      | 0      | 1              | 0              | —       | —      | —       | —      | 13      | 0      |
| Телеоптик | Укупно   | Укупно              | 89      | 0      | 1              | 0              | —       | —      | —       | —      | 90      | 0      |
| Партизан  | 2015/16. | Суперлига Србије    | 0       | 0      | 0              | 0              | 0       | 0      | —       | —      | 0       | 0      |
| Партизан  | 2016/17. | Суперлига Србије    | —       | —      | —              | —              | —       | —      | —       | —      | —       | —      |
| Партизан  | 2017/18. | Суперлига Србије    | —       | —      | —              | —              | —       | —      | —       | —      | —       | —      |
| Партизан  | 2018/19. | Суперлига Србије    | —       | —      | —              | —              | —       | —      | —       | —      | —       | —      |
| Партизан  | Укупно   | Укупно              | 0       | 0      | 0              | 0              | 0       | 0      | —       | —      | 0       | 0      |
| Каријера  | Каријера | Каријера            | 88      | 0      | 1              | 0              | 0       | 0      | —       | —      | 90      | 0      |

- Ажурирано 1. јуна 2019. године.[45]

## Трофеји и награде

### Екипно
Телеоптик
- Српска лига Београд: 2016/17.[22]